# Pjotr Maximowitsch Ostapenko
Pjotr Maximowitsch Ostapenko (russisch Пётр Макси́мович Оста́пенко; * 17. September 1928 in Prochladny; † 8. April 2012 in Schukowski) war ein sowjetischer Testpilot.

## Leben
Ostapenko wurde in Prochladny in der Kabardinisch-Balkarischen ASSR geboren. Seine Familie zog während der Herrschaft Katharina II. von Tschernigow nach Nordkaukasien und gehörte zu den dort ansässigen Grebener Kosaken (eine Gruppe der Terekkosaken).
Seine Jugend verlebte er in Wladikawkas, wo er von 1936 bis 1942 zur Schule ging. Ostapenko wurde 1947 einberufen und absolvierte eine Pilotenausbildung, die er 1951 abschloss. Anschließend diente er an der Fliegerschule als Fluglehrer. 1957 wurde er aus den Luftstreitkräften entlassen und wechselte nach Schukowski an die Testfliegerschule, wo er 1958 seinen Abschluss machte. Neben seiner Tätigkeit als Testpilot für das OKB MiG nahm er ein Abendstudium am Moskauer Luftfahrtinstitut auf, welches er 1968 abschloss.
Ostapenko flog alles, was bei MiG entworfen wurde; er führte zahlreiche Erstflüge durch und war an der Entwicklung bzw. Weiterentwicklung der MiG-19, MiG-21, MiG-23, MiG-25, MiG-27, MiG-29, MiG-31 und deren Varianten beteiligt. Er absolvierte insgesamt mehr als 5000 Flugstunden als Testpilot und testete mehr als 60 verschiedene Flugzeugmuster.
| Flugzeug           | Datum              |
| ------------------ | ------------------ |
| Je-7/2 (MiG-21P)   | 1. Februar 1960    |
| Je-6U (MiG-21U)    | 8. Oktober 1960    |
| Je-152/2           | 21. September 1961 |
| Je-155P (MiG-25P)  | 9. September 1964  |
| MiG-21PD („23-31“) | 16. Juni 1966      |
| MiG-23PD („23-01“) | 3. April 1967      |

| Flugzeug              | Datum            |
| --------------------- | ---------------- |
| MiG-23/2              | 22. März 1968    |
| Je-155PU (MiG-25PU)   | 28. Oktober 1969 |
| MiG-23 („23-41“)      | 20. August 1970  |
| MiG-23B/2             | 7. März 1973     |
| Je-155MP/2 (MiG-31/2) | 22. April 1976   |
| MiG-29/4              | 3. Juli 1979     |

Am 20. September 1979 versagten bei einem Testflug mit der MiG-31 vom Flugplatz Achtubinsk aus beide Triebwerke. Ostapenko und sein Copilot Leonid Popow mussten mit dem Schleudersitz aussteigen, das Flugzeug ging verloren.
Ostapenko war Reserve-Kosmonaut und in das Spiral-Testprogramm eingebunden, wo er fünf Testflüge durchführte.
Zuletzt war Ostapenko als Ingenieur im OKB Mikojan tätig.
Ostapenko war mit Luisa Charitonowna verheiratet. Sein Sohn Viktor ist ebenfalls Testpilot.
Pjotr Ostapenko wurde auf dem Bykowo-Gedenkfriedhof in Schukowski begraben.

## Rekorde
Pjotr Ostapenko erflog 8 Weltrekorde, darunter einen absoluten, mit drei Typen von Flugzeugen:
- Je-166 (Je-152-1) mit der Tumanski R-15-300 (Schubkraft 100 kN);
- Je-266 (Prototyp Je-155R-3 der MiG-25, der auch für den Rekord auf 500-km Rundkurs und für Steigzeitrekorde genutzt wurde), mit der Tumanski R-15B-300 (Schubkraft ebenfalls 100 kN; Die Serienversion des Aufklärungsflugzeugs wurde dagegen mit der verstärkten Version R-15BD-300 mit einer Schubkraft von 110 kN ausgestattet.);[7]
- Je-266M № 601.

| Typ                                                                                           | Flugzeug | Wert         | Datum         | FAI-Kategorie | FAI-Code         |
| --------------------------------------------------------------------------------------------- | -------- | ------------ | ------------- | ------------- | ---------------- |
| Höhe im Horizontalflug                                                                        | Je-166   | 22.670 m     | 11. Sep. 1962 | C-1           | 8652             |
| Höhe im Horizontalflug                                                                        | Je-166   | 22.670 m     | 11. Sep. 1962 | C-Absolut     |                  |
| Geschwindigkeit über einen geschlossenen 1000-km-Rundkurs mit 2000, 1000 kg und ohne Nutzlast | Je-266   | 2920,67 km/h | 27. Okt. 1967 | C-1           | 8507, 8508, 8509 |
| Steigzeit auf 25.000 m                                                                        | Je-266   | 3 min 12,6 s | 4. Juni 1973  | C-1           | 9071             |
| Steigzeit auf 30.000 m                                                                        | Je-266   | 4 min 3,86 s | 4. Juni 1973  | C-1           | 9091             |
| Steigzeit auf 30.000 m                                                                        | Je-266M  | 3 min 10 s   | 17. Mai 1975  | C-1           | 6738             |

## Ehrungen
Am 26. April 1971 wurde Pjotr Ostapenko mit dem Titel Held der Sowjetunion und dem dazugehörigen Leninorden ausgezeichnet.
Weiterhin erhielt er folgende Titel und Orden:
- Rotbannerorden (22. Juli 1966)
- Orden des Roten Banners der Arbeit (11. Oktober 1974)
- Orden des Roten Sterns (21. August 1964)
- Verdienter Testpilot der UdSSR (1973)
- Staatspreis der UdSSR (1981)
- Internationaler Meister des Sports (1962)
- Flugzeugkonstrukteur ehrenhalber
- De-la-Vaulx-Medaille (1962)[15]

An der Schule in Wladikawkas, die er besuchte, erinnert eine Gedenktafel an ihn.